# Marko Vujin

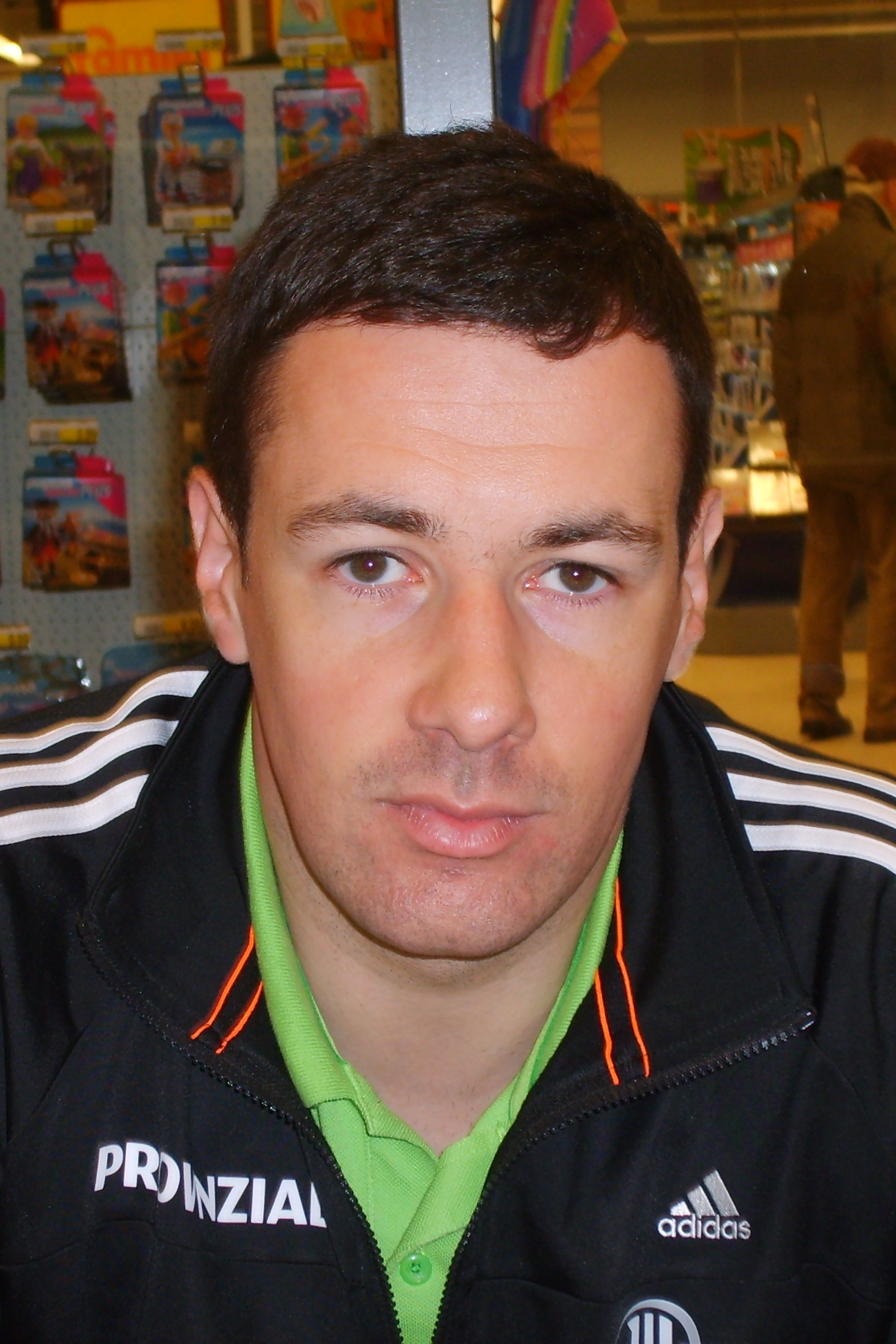
Marko Vujin 2014.

Marko Vujin (serbisk kyrilliska: Марко Вујин), född 7 december 1984 i Bačka Palanka i dåvarande SFR Jugoslavien, är en serbisk handbollsspelare. Han är 2,00 meter lång, vänsterhänt och spelar i anfall som högernia. Han har under sin karriär spelat för RK Sintelon, Dunaferr SE, Veszprém KC, THW Kiel, Sporting CP, RK Vardar och SC Szeged.

## Klubbar
- RK Sintelon (–2003)
- Dunaferr SE (2003–2007)
- Veszprém KC (2007–2012)
- THW Kiel (2012–2019)
- Sporting CP (2019–2020)
- RK Vardar (2020–2021)
- SC Szeged (2021)

## Meriter
- Cupvinnarcupmästare 2008
- Ungersk mästare: 5 (2008, 2009, 2010, 2011, 2012)
- Ungersk cupmästare: 5 (2007, 2009, 2010, 2011, 2012)
- Tysk mästare: 3 (2013, 2014, 2015)
- Tysk cupmästare: 1 (2013)
- EM-silver 2012 i Serbien